# Гаджылар (Хачмазский район)
Хаджилар или Гаджылар (азерб. Hacılar) — село в Хачмазском районе Азербайджана.

## География
Расположено на правом берегу реки Карачай к юго-востоку от города Хачмаз.

## Происхождение названия
Слово «Хаджи» — означает человек совершивший паломничество в Мекку.

## История
Согласно историческим данным, Хаджилар входил в число селений, основанных шахсевенами под предводительством Таваби Мамед-хана в XVIII веке после миграции из Ардебиля.
В 1831 году Хаджилар упоминалась среди семи деревень Кубинской провинции, принадлежавших бывшему бакинскому хану — Мирза Мухаммад-хану II и его сыновьям.
Деревня Хаджилар относилась к Шабранскому магалу Кубинского участка одноимённого уезда Дербентской губернии, существовавшей в 1846 — 1860 годах. После упразднения Дербентской губернии, её большая часть вошла в состав новообразованной Дагестанской области, в то время как Кубинский уезд отошёл Бакинской губернии.
Согласно сведениям «Кавказского календаря» на 1857 год в селении Хаджиларъ проживали «татары»-шииты и сунниты (азербайджанцы-шииты и сунниты) и разговаривали по-«татарски» (по-азербайджански).
По данным списков населённых мест Бакинской губернии от 1870 года, составленных по сведения камерального описания губернии с 1859 по 1864 год, здесь имелось 37 дворов и 180 жителей, состоящих из «татар»-шиитов (азербайджанцев-шиитов).
Материалы посемейных списков на 1886 год показывают в Хаджиляръ 119 жителей (29 дымов) и все «татары»-шииты (азербайджанцы-шииты), из которых 105 крестьян (26 дымов) и 14 беков.
К 1 январю 1977 года Гаджылар совместно с сёлами Калаган, Кеймараз, Араб, Саяд, Илхычы, образовывал Калаганский сельсовет Хачмасского района Азербайджанской ССР.

## Население
По результатам Азербайджанской сельскохозяйственной переписи 1921 года Гаджиляр Кубинского уезда Азербайджанской ССР населяли 104 человека (34 хозяйства). Преобладающая национальность — азербайджанские тюрки, а само население состояло из 52 мужчин и 52 женщин.

## Достопримечательность
В селе расположена мечеть время воздвижения которой относится к XVII веку. Мечеть никогда не прерывала свою деятельность и не использовалась в иных целях.